# Gemeinde Vuzenica

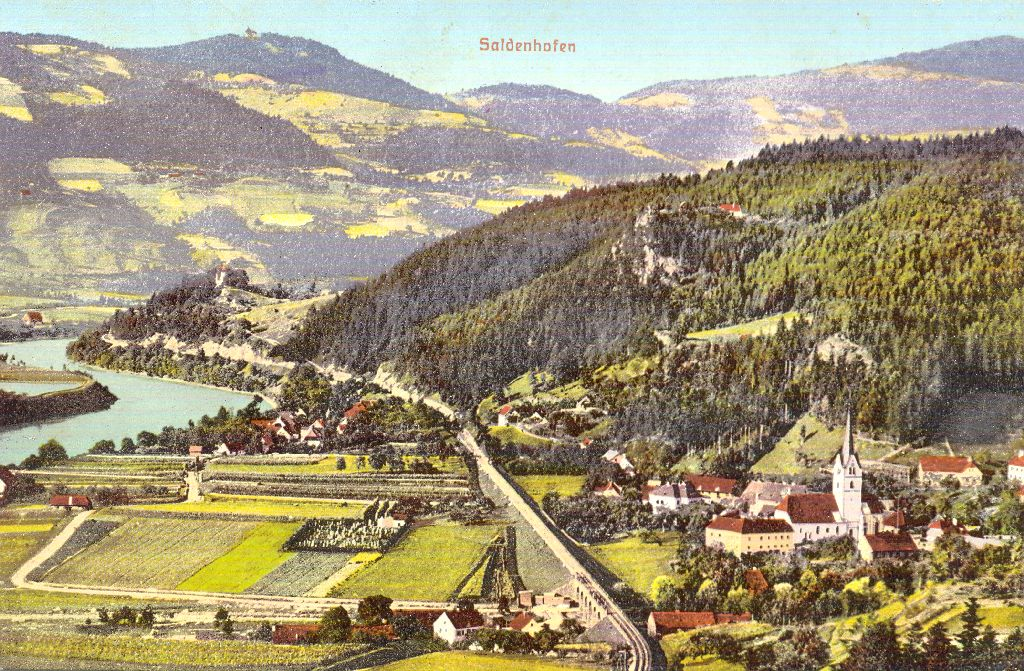
Postkarte aus dem Jahr 1908 mit Blick auf das Dorf Vuzenica (Saldenhofen).

Vuzenica (deutsch: Saldenhofen) ist der Name einer Gemeinde und ihres Hauptortes Vuzenica in Slowenien. Sie liegt in der historischen Landschaft Spodnja Štajerska (Untersteiermark), Region Koroška.

## Lage
Vuzenica liegt an der Drau (Drava) am Zusammenfluss mit der Crkvenica (Kirchbach), südlich von Muta. Ein Großteil der Gemeinde gehört zum Pohorje (Bacherngebirge).

## Ortschaften
Die Gemeinde umfasst fünf Ortschaften. Die deutschen Exonyme in den Klammern wurden bis zum Abtreten des Gebietes an das Königreich der Serben, Kroaten und Slowenen im Jahr 1918 vorwiegend von der deutschsprachigen Bevölkerung verwendet und sind heutzutage größtenteils unüblich.
- Dravče (Drautsch)
- Sveti Primož na Pohorju (Sankt Primon am Bachern)
- Sveti Vid (Sankt Veit)
- Šentjanž nad Dravčami (Sankt Johann ob Drautsch)
- Vuzenica (Saldenhofen)

## Einzelnachweise

Saldenhofen (Mitte oben) um 1877 (Aufnahmeblatt der Landesaufnahme)
Geologische Karte mit dem Drautal bei Vuzenica, um 1926

## Nachbargemeinden
| Dravograd      | Muta                                        | Radlje ob Dravi    |
| Dravograd      | Kompassrose, die auf Nachbargemeinden zeigt | Radlje ob Dravi    |
| Slovenj Gradec | Slovenj Gradec                              | Ribnica na Pohorju |